# Gutiérrez
Gutiérrez es un apellido español derivado del nombre «Gutierre» o «Gutier». Está expandido por Europa y América.
Gutiérrez, al igual que muchos otros patronímicos españoles (González, Rodríguez, Fernández, López, etc), está ampliamente extendido tanto en España como en todos los países de Hispanoamérica como consecuencia de la colonización. Sin embargo, también es posible encontrarlo en los antiguos dominios españoles de Filipinas y Guinea Ecuatorial, así como en todos aquellos países donde exista una comunidad significativa de inmigrantes españoles e hispanos, como por ejemplo Estados Unidos.

## Origen
Gutiérrez es un apellido español de origen etimológico germánico, con homónimos en múltiples idiomas, como en  portugués Guterres, francés Gautier, italiano Gualterio,  hebreo גוטיירז (asquenazí), inglés Walther/Walters, alemán Walter «Realeza Gótica».
Los reyes de Armas y principales heraldistas, señalan como primitivo y principal solar al de Cantabria. Tal y como señala J. Atienza: 

Su solar más antiguo radicó en las Montañas de Santander, desde donde se extendió por toda la Península.
J. Atienza

## Armas
Dado que Gutiérrez es un apellido patronímico, no existe un origen común y tampoco existe un escudo único para el apellido, existiendo por una parte diferentes linajes o casas solares con derecho a usar escudo y por otra apellidos sin escudo por no pertenecer a una casa solar, no teniendo parentescos entre sí unos con otros. Sólo el estudio genealógico de un apellido permite establecer si le corresponde o no el uso de un escudo específico.
Los de Cantabria:
- En campo de oro, una torre de piedra acompañada en los ángulos de la puerta de dos cuadros de plata, cargados cada uno de un lobo de sable y sumado de un árbol de sínople.
- En campo de oro, cinco cabezas de sierpe, lampasadas de gules, goteando sangre.
- En campo de gules, un castillo de plata aclarado de azur, y bordura de plata con siete cabezas de moro con turbante de colores.